# Effetto apotropaico

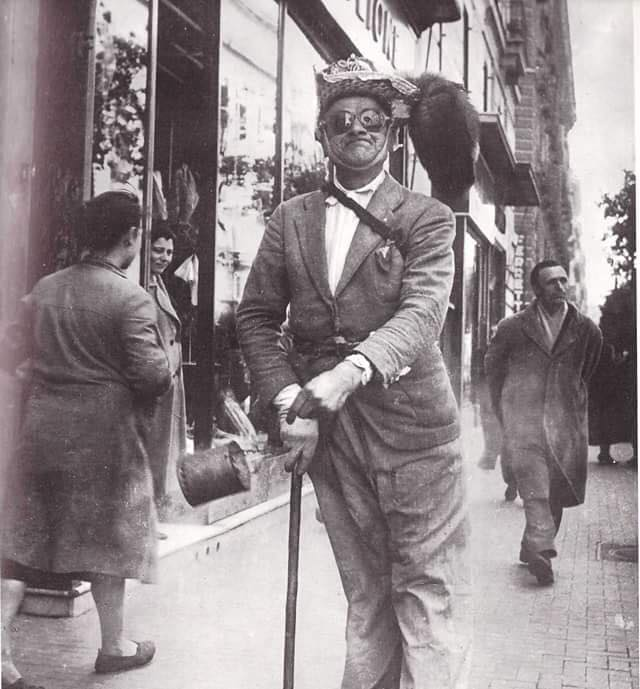
Personaggio pittoresco facente parte della scena napoletana di metà XX secolo: armato di un corno rosso e di un barattolo in cui fuma dell'incenso, toglieva il malocchio o scacciava la malasorte tanto ai negozi quanto alle persone, pronunciando parole o formule di scongiuro, chiedendo poi uno spicciolo per il suo servizio

L'effetto apotropaico (dal greco antico αποτρέπειν?, apotrépein, "allontanare") viene solitamente attribuito a un atto, oggetto o persona atti ad allontanare il malocchio e gli influssi maligni. Si parla ad esempio di monile apotropaico, rito apotropaico o gesto apotropaico. Nel linguaggio comune si usa il più noto aggettivo «scaramantico».

## Significato e utilizzo di elementi apotropaici

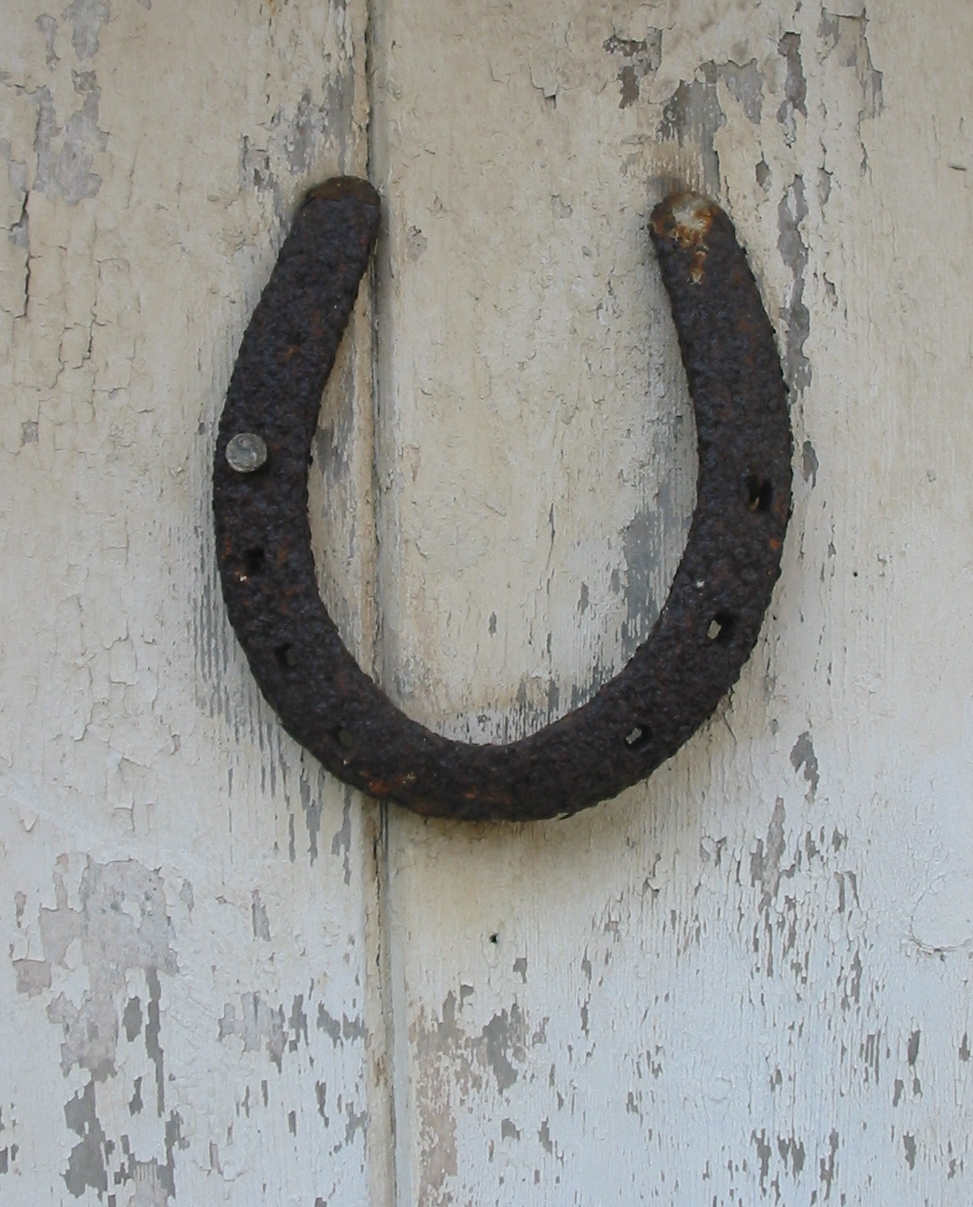
Un ferro di cavallo, al quale è attribuito un potere apotropaico.

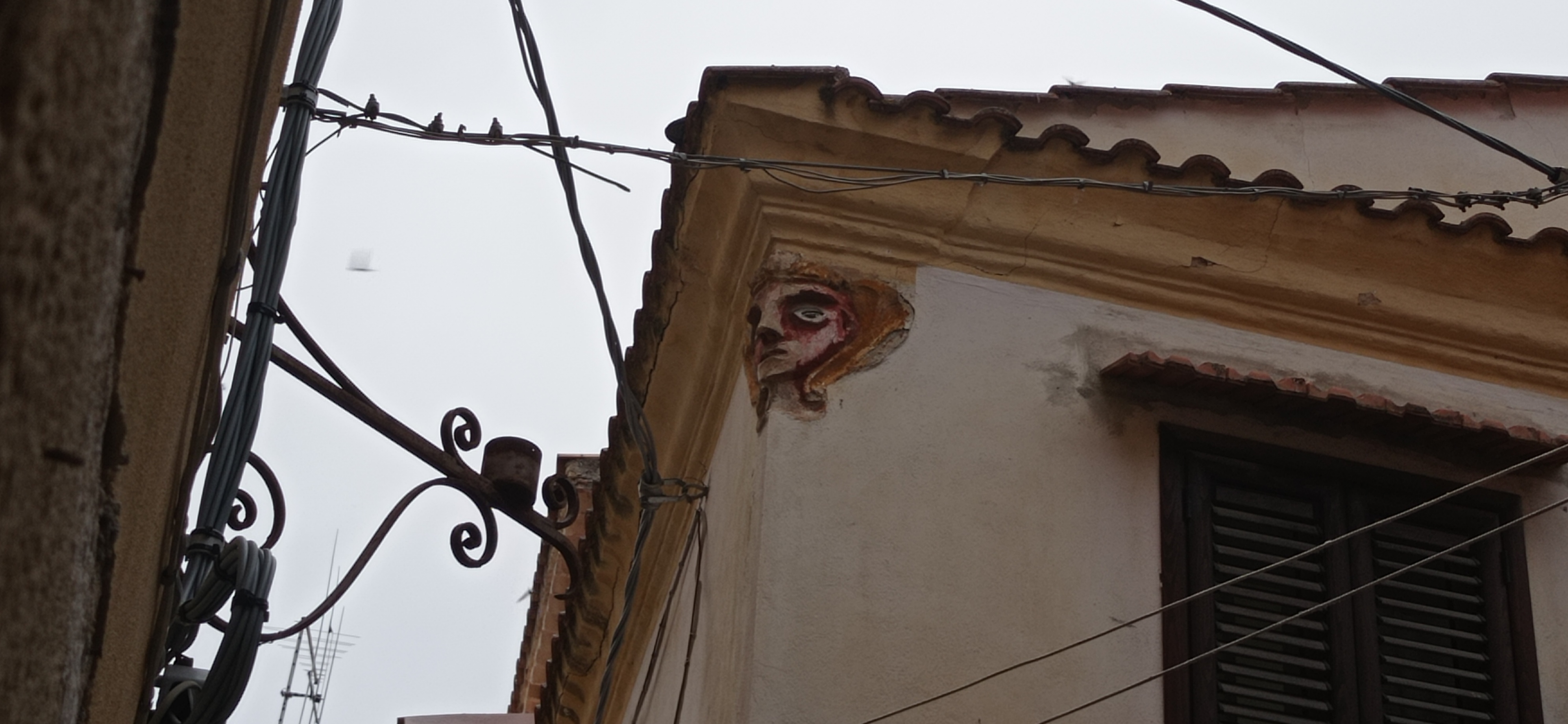
Una maschera apotropaica rappresentante un volto femminile apposta all'angolo di un edificio nel centro storico di Crotone, risalente al tardo XVII secolo.

Derivante dal greco apotrepein, cioè «allontanare», rientrano nella definizione di apotropaico generalmente i simboli e gli oggetti che condividono la capacità di proteggere da qualcosa o di «tenerlo a distanza». Apotropaica era ad esempio la funzione del Lamassu, statua con un corpo di toro alato e dal volto umano che veniva posta alle porte di Babilonia.
Nel mondo letterario ha assunto il carattere di rito che allontana il male, dunque esorcizzante. Si può intendere come suo sinonimo anche l'atto dello scongiurare, quali ad esempio i riti apotropaici che venivano riservati ai generali dell'antica Roma in trionfo. Apotropaici erano lo scarabeo dell'antico Egitto, i falli rappresentati nella romana Pompei, le pietre rare, le raffigurazioni di animali, di mostri, o di maschere, gestualità oscene che alludono alla sessualità, come le corna o la manufica.
Per simbolo apotropaico in psichiatria si intende qualunque elemento in grado di allontanare idee o pulsioni rimosse che un contesto (ad esempio del sogno) sembrerebbe al contrario far riemergere. Questo tipo di simboli e oggetti, propri del pensiero magico, si incontrano di sovente nelle fiabe e nei racconti mitologici, dove assumono spesso la medesima funzione all'interno di un sogno o un ricordo soggetto ad analisi. Il significato psicologico di questo bisogno di prendere le distanze da qualcosa, in modo conscio o inconscio, si rifà a meccanismi di rimozione di eventi traumatici, o di fuga dal pericolo supposto.
Si incontrano oggetti apotropaici anche in ambito filosofico: Nietzsche sosteneva, ad esempio, che il senso del pudore esiste ovunque vi sia un mistero, e che in questo caso la "funzione apotropaica" del pudore sia appunto allontanare l'"oggetto" misterioso. Gli oggetti che racchiudono un potere apotropaico vengono denominati amuleti, la cui funzione è pertanto diversa dai cosiddetti talismani, i quali hanno invece il compito di portare fortuna.